# Raïon de Kovylkino
Le raïon de Kovylkino (en russe : Ковы́лкинский райо́н, en erzya : Ковёлбуе, Kovölbuje, en moksha : Лашмонь аймак, Lašmoń ajmak) est un raïon de la république de Mordovie, en Russie.

## Géographie
D'une superficie de 2 013 km2, le raïon de Kovylkino est situé au sud-ouest de la république de Mordovie.
Son centre administratif est Kovylkino.
Au sud, le raïon borde l'oblast de Penza. Le raïon est riche en forêts dont la  superficie couvre 36294 hectares le long de la rive droite de la rivière Mokcha.

## Économie
Le raïon a développé des activités agroalimentaire, industriel et de transport.
L'élevage porcin est l'une des composantes les plus importantes du secteur agricole.

## Histoire
Le raïon est fondé le 16 juillet 1928.
Le 11 février 1944, une partie du territoire du raïon de Kovylkino est transférée au nouveau district de Maidanov.
Le 11 mars 1959, une partie du territoire du raïon aboli de Kochelaev a été annexée au raïon  de Kovylkino.

## Démographie
La population du raïon de Kovylkino a évolué comme suit:
| 1970   | 1979   | 1989   | 2002   | 2009   |
| ------ | ------ | ------ | ------ | ------ |
| 77 774 | 68 440 | 55 346 | 47 414 | 42 911 |

| 2011   | 2015   | 2020   | - | - |
| ------ | ------ | ------ | - | - |
| 43 648 | 40 909 | 36 658 | - | - |

## Galerie

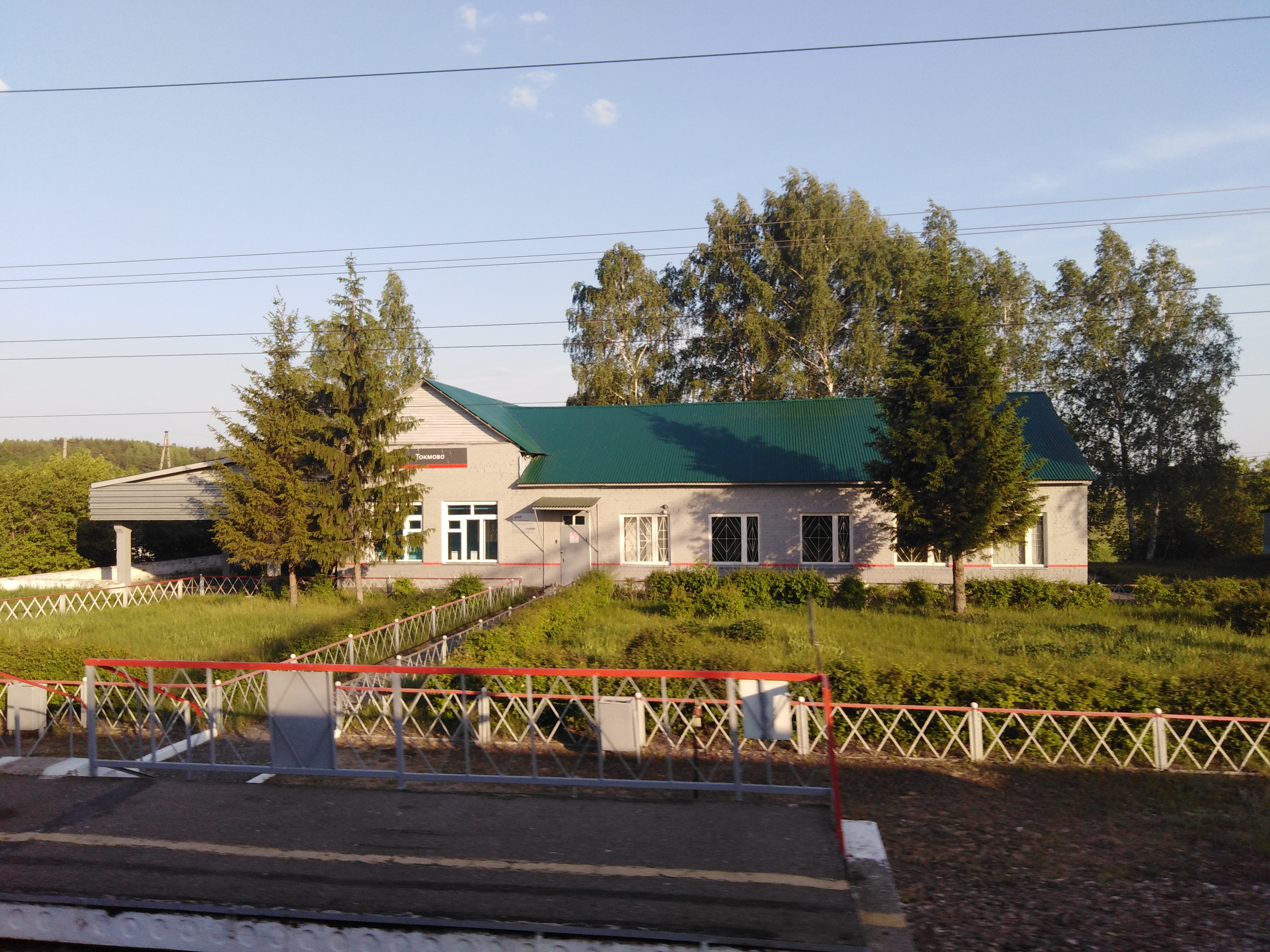
Gare de Tokmovo.
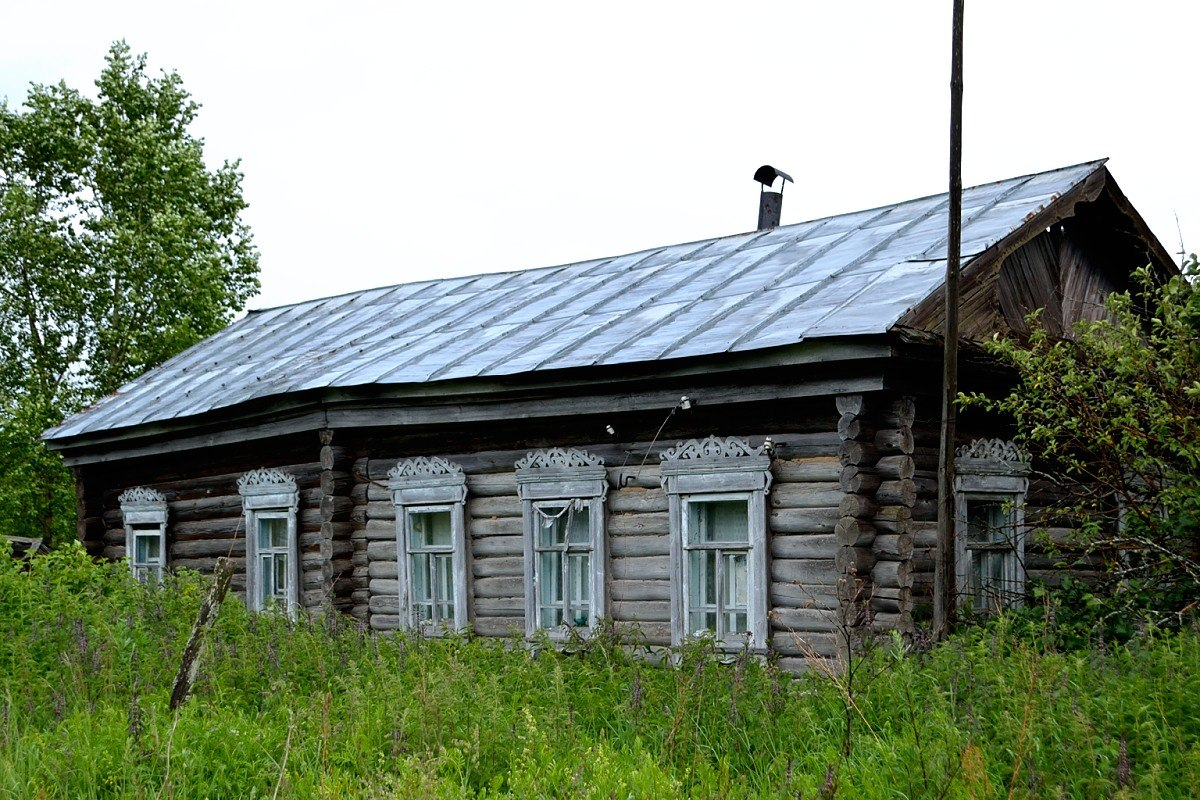
Maison de village dans le village de Kolytchevka.
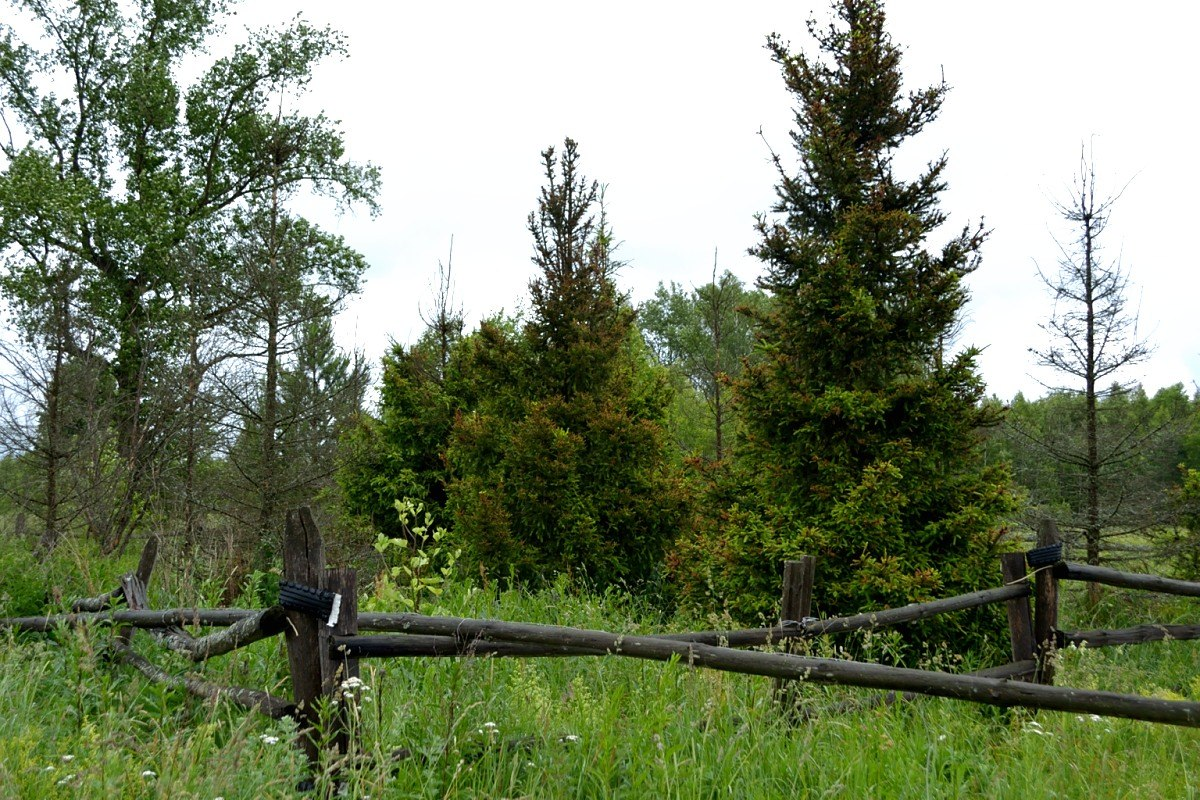
Arbres au centre du village de Kolytchevka